# Guerra Lelantina
La Guerra Lelantina és el nom modern que rep un conflicte militar entre Calcis i Erètria, dues ciutats estat de l'antiga Grècia, que va ocórrer a començament del període arcaic, aproximadament entre el 710 i el 650 aC.

## Antecedents
La causa de la guerra fou, segons la tradició, la disputa per la plana Lelantina a l'illa d'Eubea.

## La guerra
A causa de la importància econòmica de les dues poleis, el conflicte es va escampar considerablement, i altres ciutats estats s'afegiren en els dos bàndols, la qual cosa va causar que bona part de Grècia estigués en guerra. L'historiador Tucídides descriu la Guerra Lelantina com a excepcional, la sola guerra a Grècia entre la mítica Guerra de Troia i les guerres mèdiques de començament del segle v aC en la qual hi va haver més ciutats aliades, que no pas ciutats isolades.
Els autors antics normalment es refereixen a la Guerra entre calcidis i eretris (grec antic: πόλεμος Χαλκιδέων καὶ Ἐρετριῶν).
"La guerra entre calcis i eretris va ser la guerra en la que més ciutats que pertanyien a la resta de Grècia es van dividir en aliances amb un bàndol o altre." 
 —Tucídides (I. 15, 3)

## Conseqüències
Com a resultat de la guerra, Erètria va perdre el control de les illes d'Andros, Tenos i Ceos.

## Data de la guerra
No hi ha informació directa de fonts antigues per datar aquesta guerra. Les proves indirectes de Tucídides la daten entorn del 705 aC, data que la situa a mig camí entre la història i la llegenda. Segons Juan José Torres Esbarranch, «probablement es va iniciar el segle viii aC i es va generalitzar al segle vii aC» En aquell mateix moment, el lloc de Lefkandi estava sent abandonat, potser a conseqüència de la confusió que es vivia. Les històries sobre la fundació de la colònia eubea annexa a Ischia suggereixen que a mitjan segle viii aC Calcis i Erètria cooperaven. El que és més, es pot entendre que Teognis diu que hi havia un conflicte entre Erètria i Calcis a mitjan segle vi aC. Mentre que alguns historiadors han suggerit que aquesta és la data de la Guerra Lelantina, és més probable que Teognis es refereixi a una segona, menys coneguda i més petita Guerra Lelantina, que va acabar el 570 aC amb la victòria de Calcis.